# طريق المجد (فلم)
طريق المجد (بالإنجليزية: Glory Road) هو فيلم دراما تم إنتاجه في الولايات المتحدة سنة 2006.

## طاقم التمثيل
- جوش لوكاس
- جون فويت

## القصة
اقتباسًا عن قصة حقيقية، يقوم المدرب دون هاسكنز (جوش لوكاس) بالسعي من أجل اختيار أكفأ لاعبي كرة السلة من العرقين الأبيض والأسود سعيًا وراء الفوز ببطولة كرة السلة الوطنية، ويقف هاسكنز مع فريقه في وجه كل العوائق التي تقف أمامه لتحقيق هذا الفوز.

## الميزانية والإيرادات
حقق أرباحا تقدر بـ 42,938,449 دولار.

## وصلات خارجية
- الموقع الرسمي
- طريق المجد على موقع IMDb (الإنجليزية)
- طريق المجد على موقع ميتاكريتيك (الإنجليزية)
- طريق المجد على موقع روتن توميتوز (الإنجليزية)
- طريق المجد على موقع نتفليكس (الإنجليزية)
- طريق المجد على موقع قاعدة بيانات الأفلام العربية
- طريق المجد على موقع ألو سيني (الفرنسية)
- طريق المجد على موقع Turner Classic Movies (الإنجليزية)
- طريق المجد على موقع أول موفي (الإنجليزية)
- طريق المجد على موقع بوكس أوفيس موجو (الإنجليزية)
- طريق المجد على موقع فيلمافينيتي (الإسبانية)